# 取消外国公文书认证要求的公约
1961年10月5日取消外国公文书认证要求的公约（英語：Convention of 5 October 1961 Abolishing the Requirement of Legalisation for Foreign Public Documents），常简称海牙认证公约或Apostille公约（Apostille Convention），是一项于1960年第九届海牙国际私法会议制定、1961年10月5日由第一批缔约国签署，并于1965年1月24日正式生效的公约，其宗旨是简化国际之间的公文书认证程序，避免公证书等公文书在国际间使用时可能出现的重复认证问题。
《海牙认证公约》体系内国家的有关机构开具的公证书等公文书在附带一张该公约认定格式的附加证明书的前提之下，即可在其他缔约国视为有效。这张证明书必须以apostille起头（apostille是一个法语词，源于拉丁语post illa，字面意思是“在那之后”，中国外交部会在apostille上方加上“附加证明书”五个字），并记载文书出具国、签署人（如公证书的公证人）、签发地等信息，并附带所在国的签发机关印鉴。

## 締約
截至2025年3月，已有127國締約加入《海牙認證公約》。最新签署、生效国是孟加拉国，除立陶宛、阿根廷、丹麦、法国、希腊、爱沙尼亚、荷兰、比利时、芬兰、奥地利、捷克及德国对其加入持异议外，于2025年3月30日与其他缔约国之间生效。
香港、澳門在殖民地时代已随葡萄牙、英国加入海牙认证公约体系，在成为中国的两个特别行政区后该条约也依然继续生效。2023年，中国正式向《海牙认证公约》保管机构荷兰外交部交存加入书，并于2023年11月7日正式加入海牙认证公约体系，但印度政府因中印边界问题，所以于2023年9月8日根据第12条提出异议，该公约在中国和印度之间并未生效，此外对于中国政府不承认为主权国家的成员实体，即使已经加入此公约，与中国之间也不会生效（如科索沃，中国不承认科索沃独立的合法性，将其视为塞尔维亚的一部分。所以即使办理科索沃的海牙认证，在中国也不会有效，所以科索沃的文件如果想要在中国使用，则须在塞尔维亚办理海牙认证）。
中華民國非《海牙認證公約》締約國，故須依照傳統跨境認證和合法化的雙步驟程序，間或涉及有關政府部門的二到三級認證，接受與否取決於當局的自由裁量權且要求條件和流程依其國內法規與政策而異；另亦可將待辦文件經本國驗證後，送往其他締約國以向其海牙認證部門辦理加簽。
伊朗、黎巴嫩、馬來西亞和越南政府已表示有意加入海牙認證公約

## 内容
《海牙认证公约》的设想最早由英国提出，目的是简化国际之间的公文书认证程序。在海牙认证公约出现之前，一般而言，在某一国出具的公证书等公文书只在该国有效。如果需要在别国用到相关公文书，那么大部分情况下必须在相关国家重新进行认证。而在加入《海牙认证公约》之后，缔约国之间就可以避免发生这样的连锁认证问题。

## 附加证明书的格式
《海牙认证公约》规定的附加证明书必须遵循特定的格式。证明书的第一行是Apostille（此为法文单词，意思是“在那之后”，中国外交部出具的证明书上会在 Apostille 上方增加“附加证明书”五个字），第二行是(Convention de La Haye du 5 octobre 1961)（此为法文，意思是“1961年10月5日海牙公约”）。而证明书的正文则必须包含以下十种信息。这些信息可以用英语书写，也可能根据不同需要而以别的语言书写，亦或者是两种语言（或以上）皆有。
1. Country: 【文书出具国】
This public document 【本公文书】
2. has been signed by 【签署人】
3. acting in the capacity of 【签署人身份】
4. bears the seal/stamp of 【印鉴名称】
Certified 【证明】
5. at 【签发地】
6. the 【签发日期】
7. by 【签发人】
8. No. 【附加证明书编号】
9. Seal/stamp: 【签发机关印鉴】
10. Signature: 【签名】

## 图集

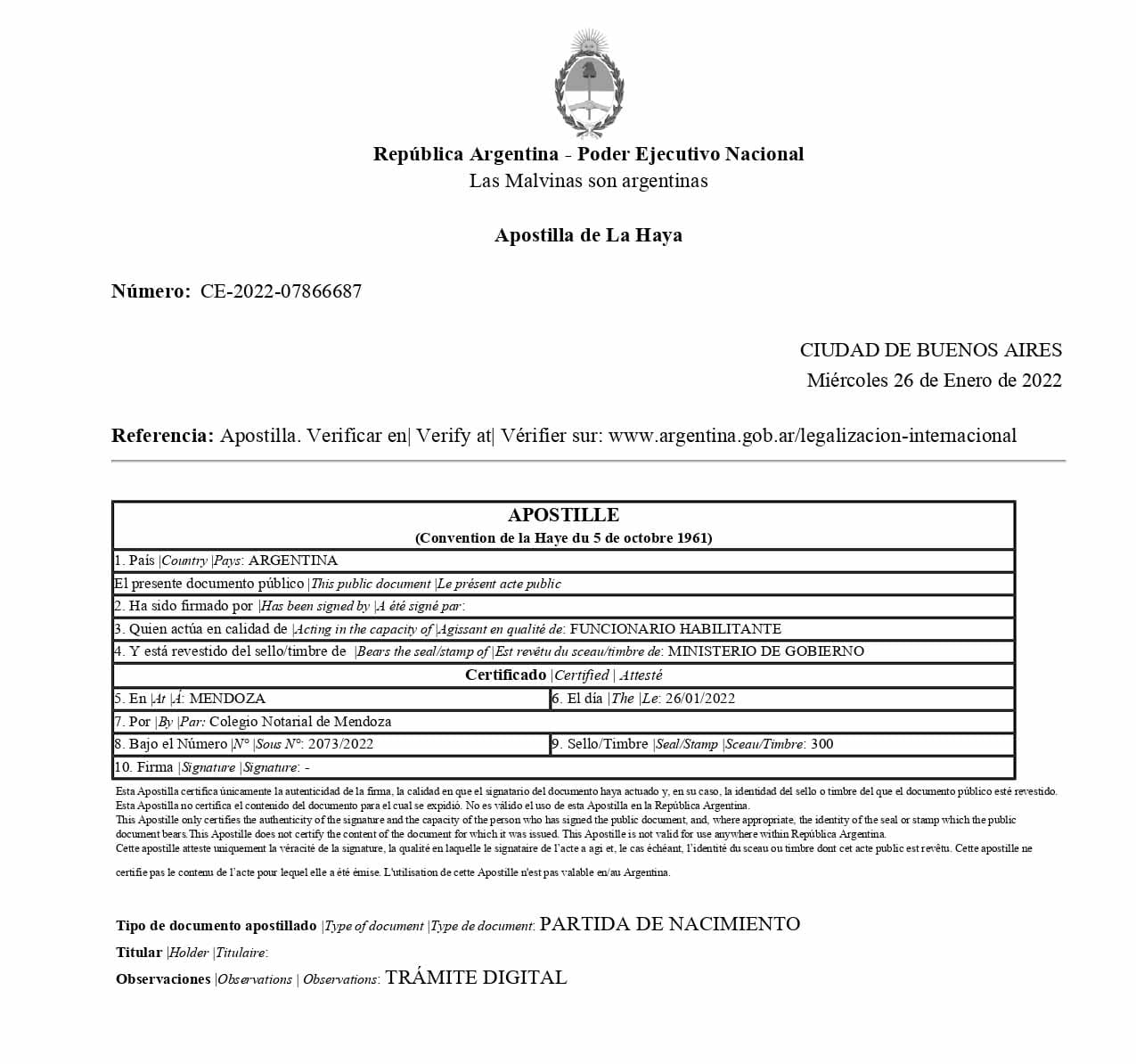
阿根廷 门多萨公证学院
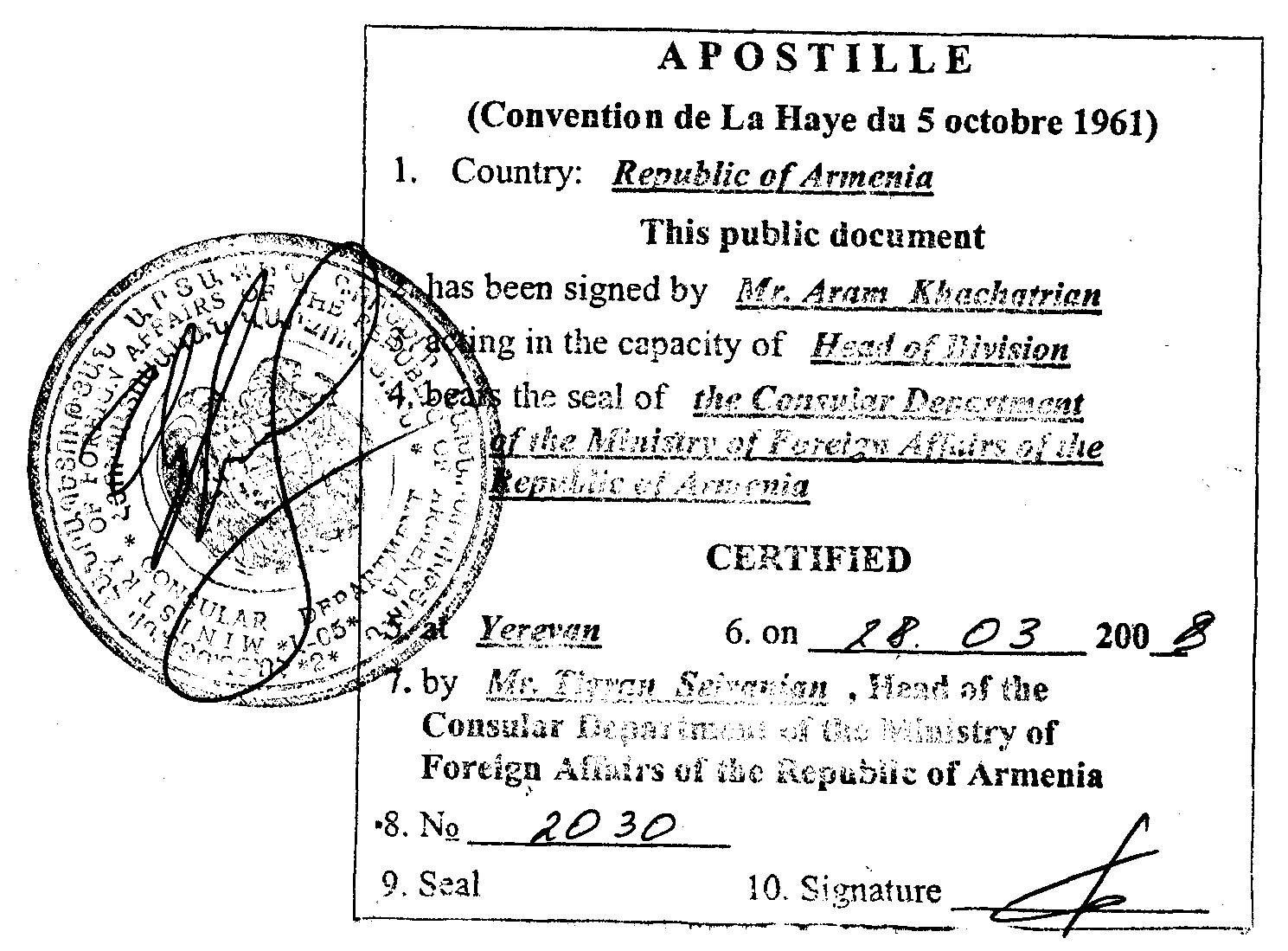
亚美尼亚 亚美尼亚外交部
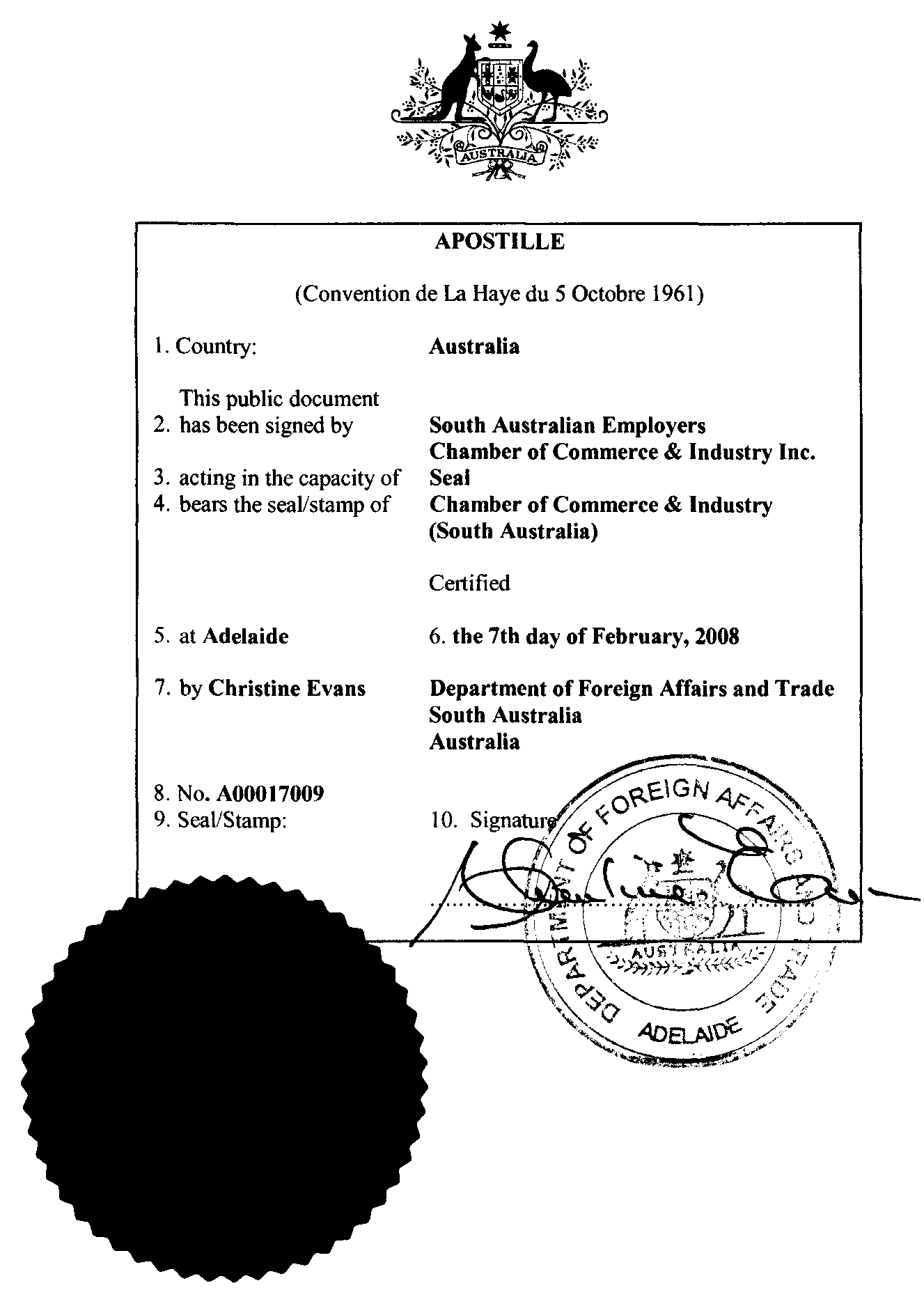
澳大利亚 澳大利亚外交贸易部
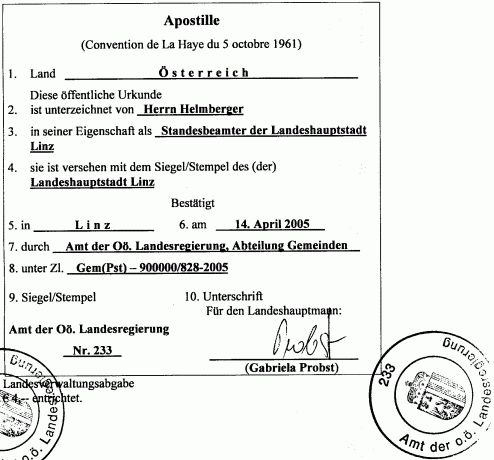
奥地利 上奥地利州
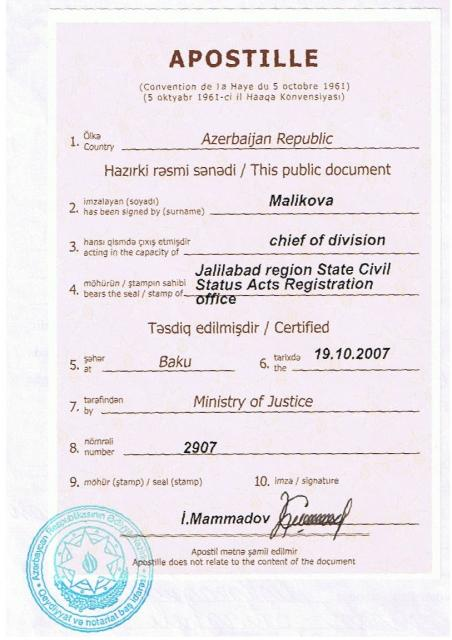
阿塞拜疆
阿塞拜疆司法部（英语：Ministry of Justice (Azerbaijan)）
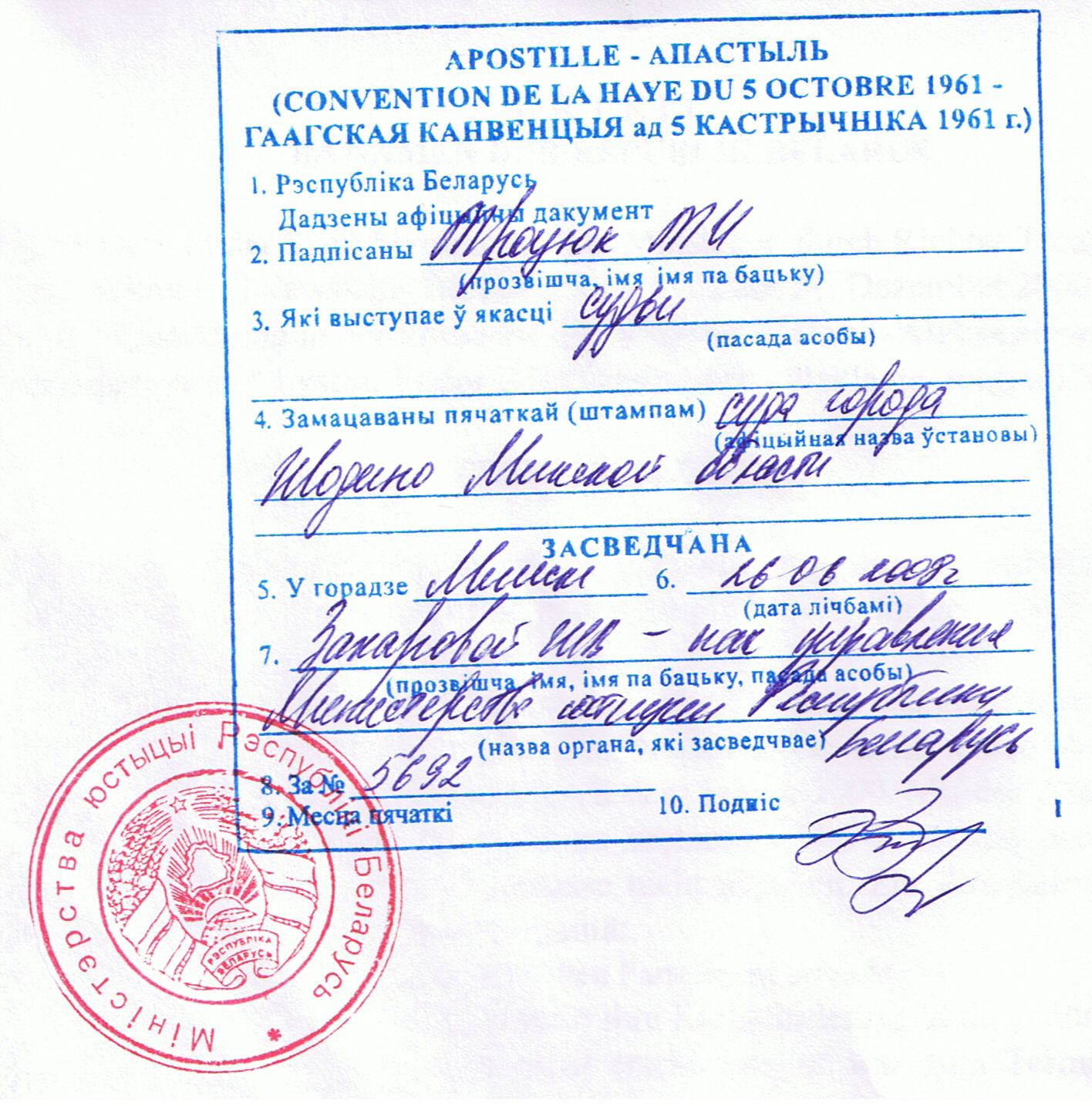
白罗斯
白罗斯司法部（英语：Ministry of Justice (Belarus)）
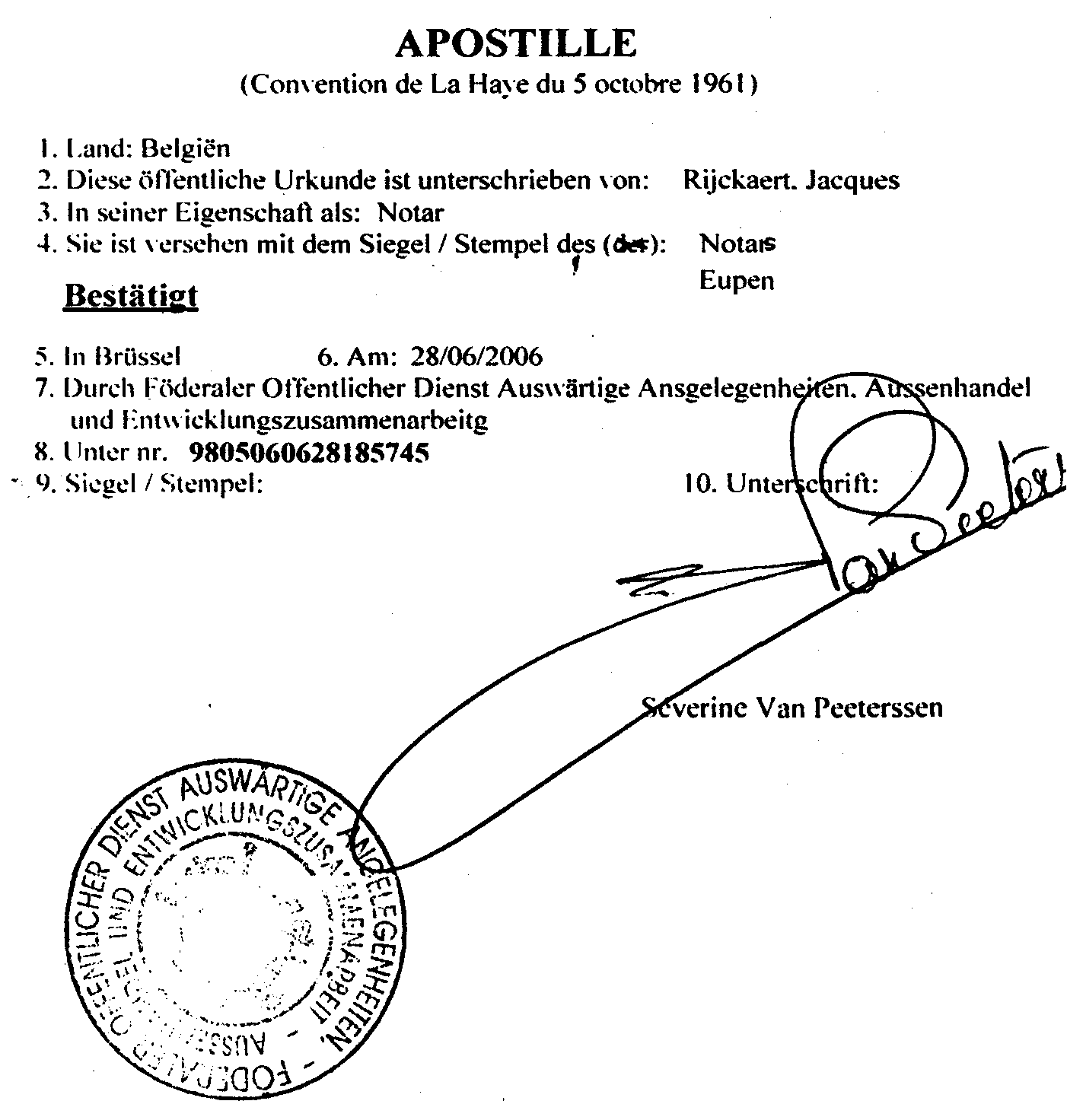
比利时 联邦外交公共服务部
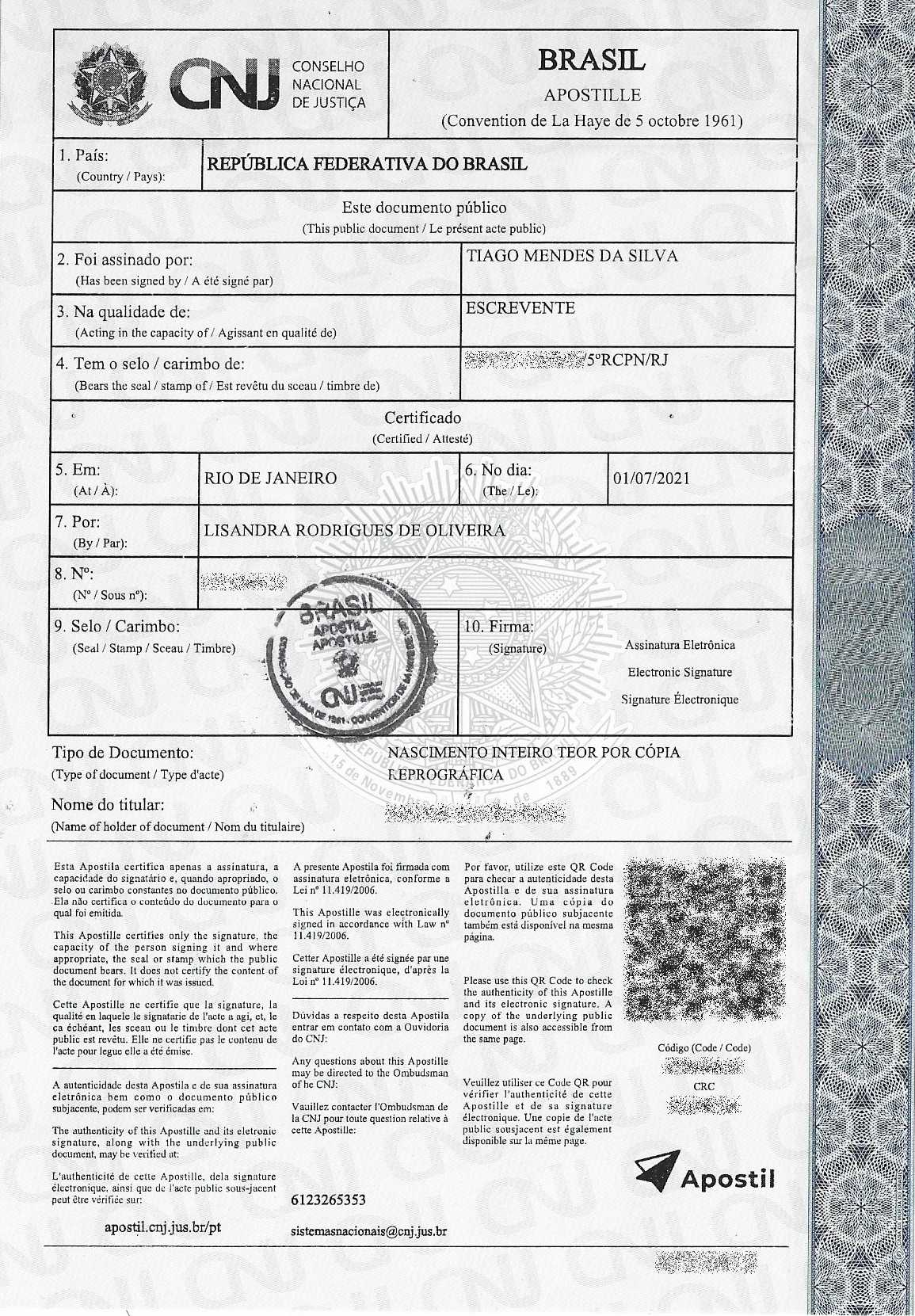
巴西 里约热内卢登记办公室
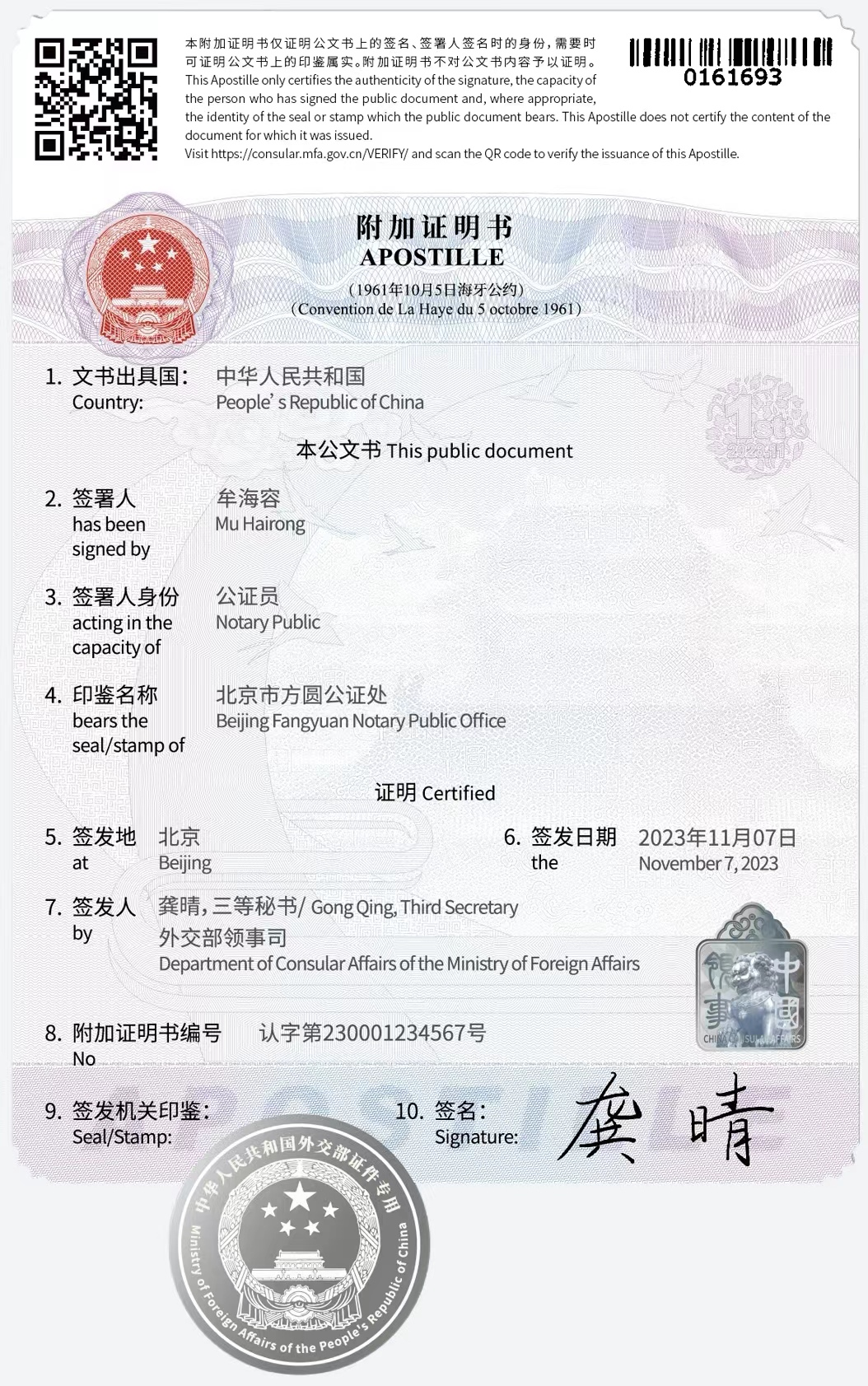
中国 中华人民共和国外交部
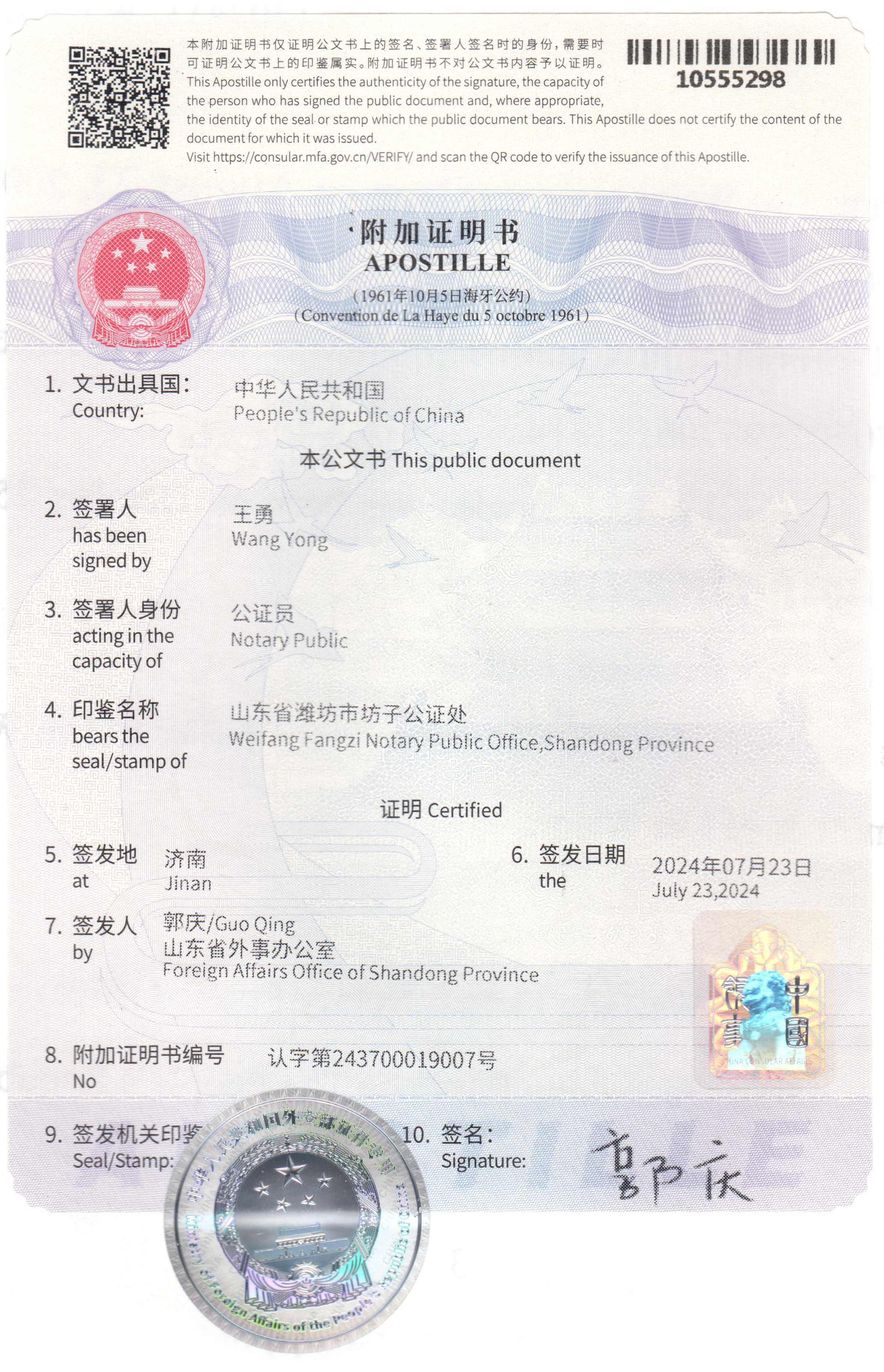
中国 山东省外事办公室
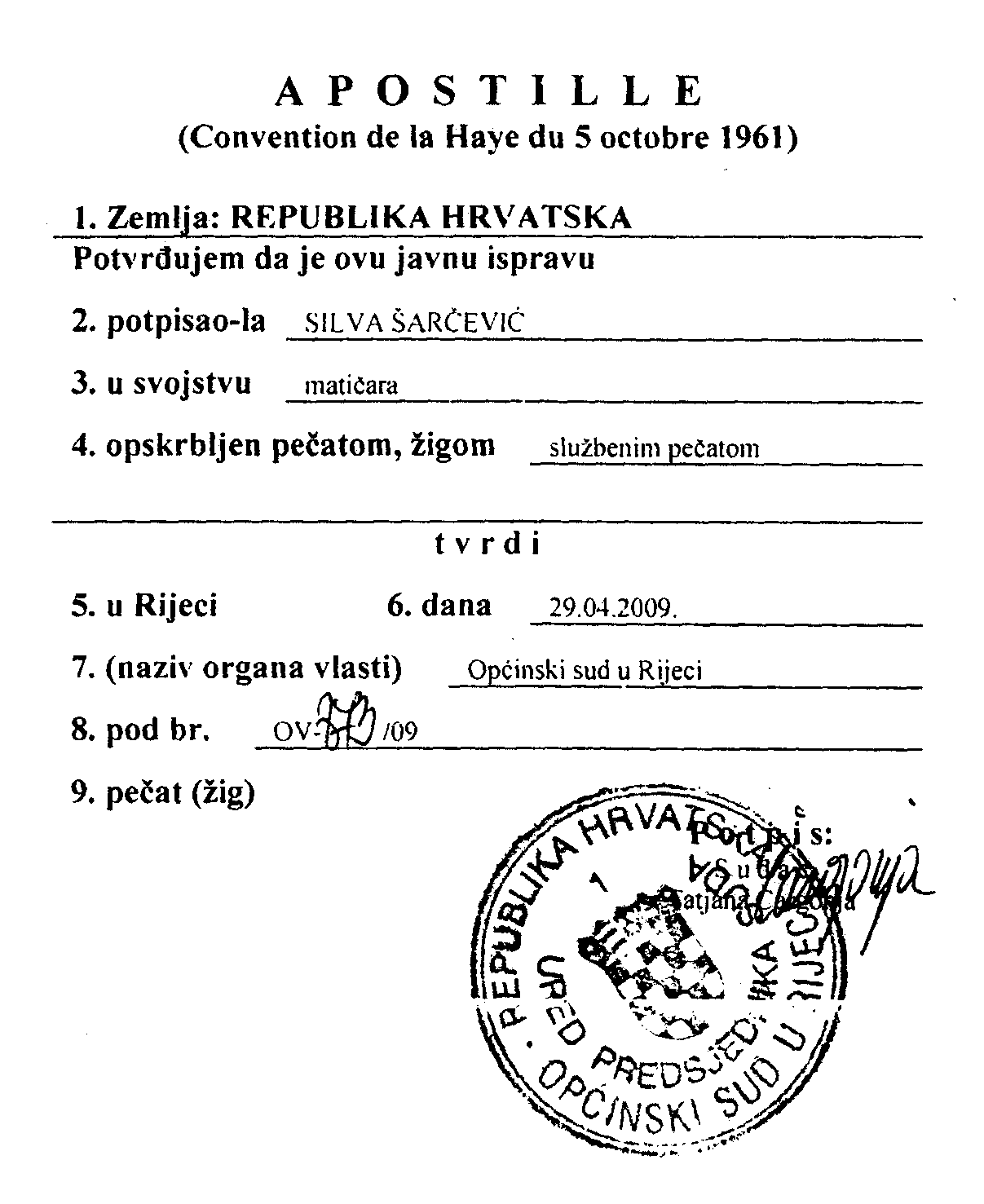
克罗地亚 里耶卡市政法院
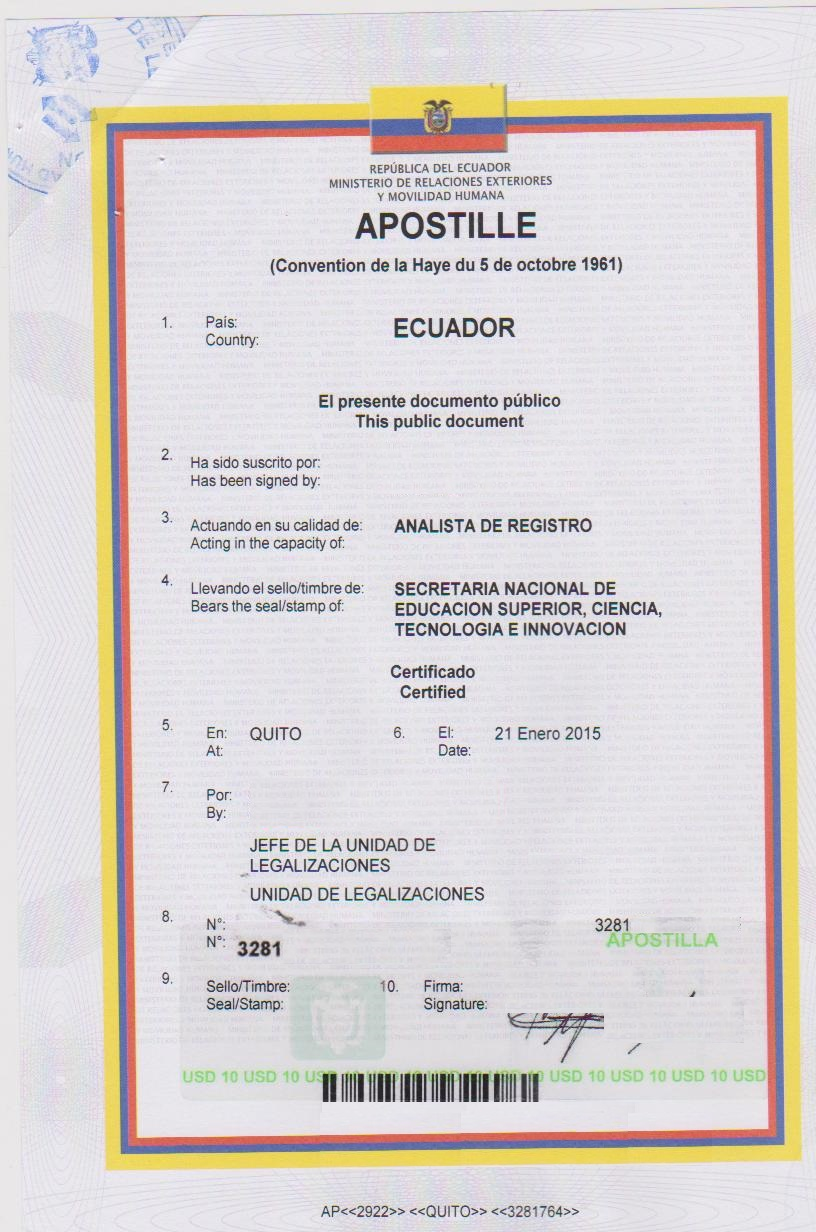
厄瓜多尔 外交与人员流动部
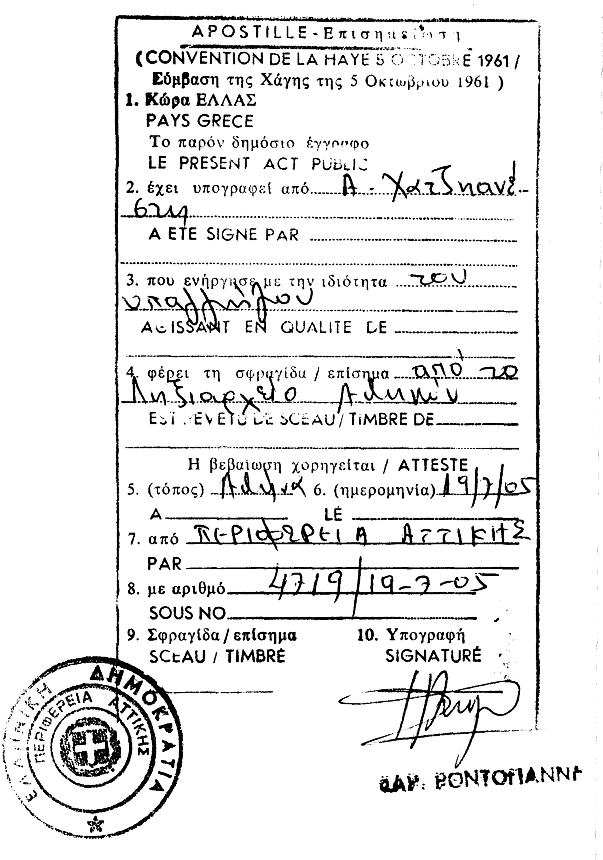
希腊 阿提卡大区
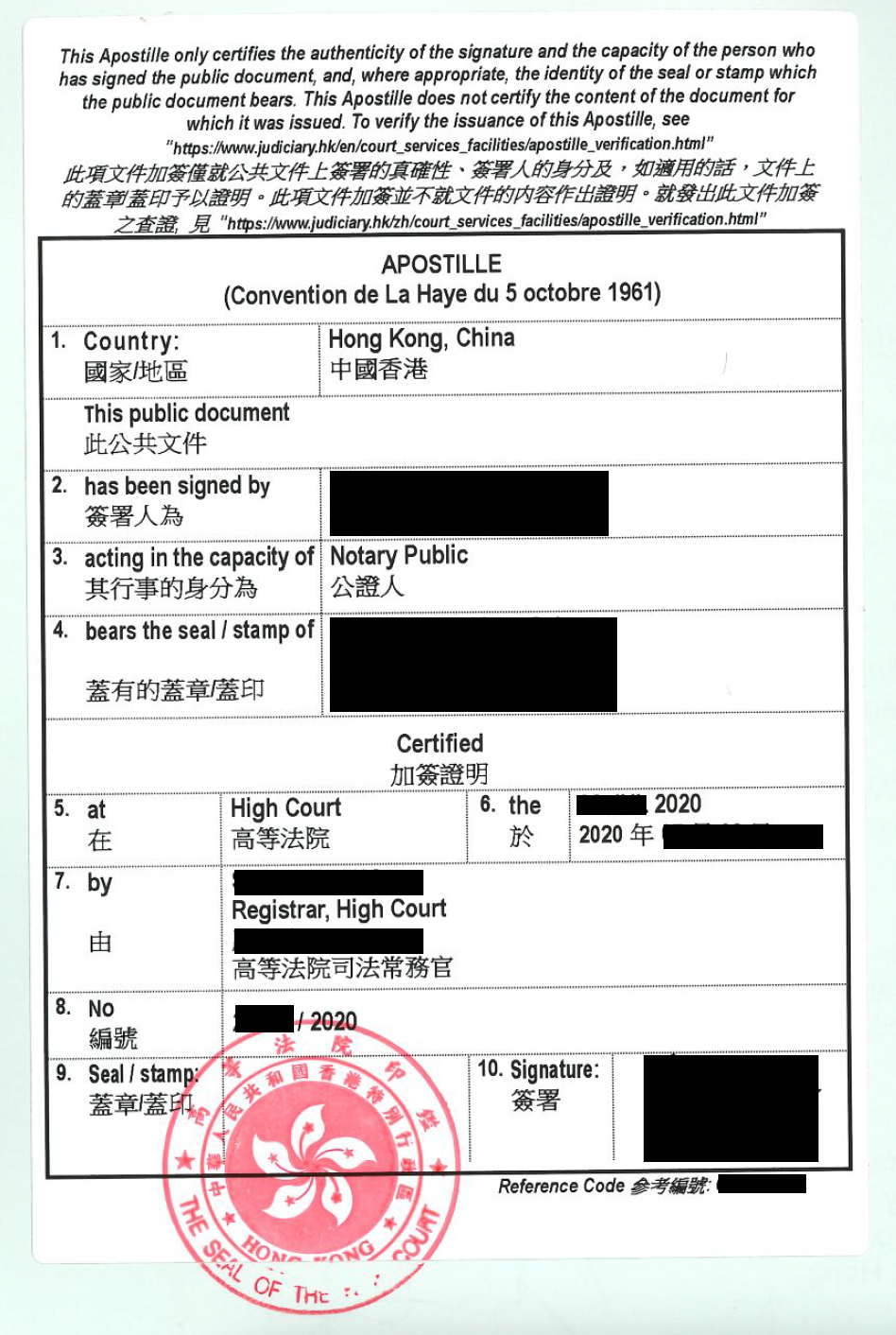
中国香港 香港高等法院
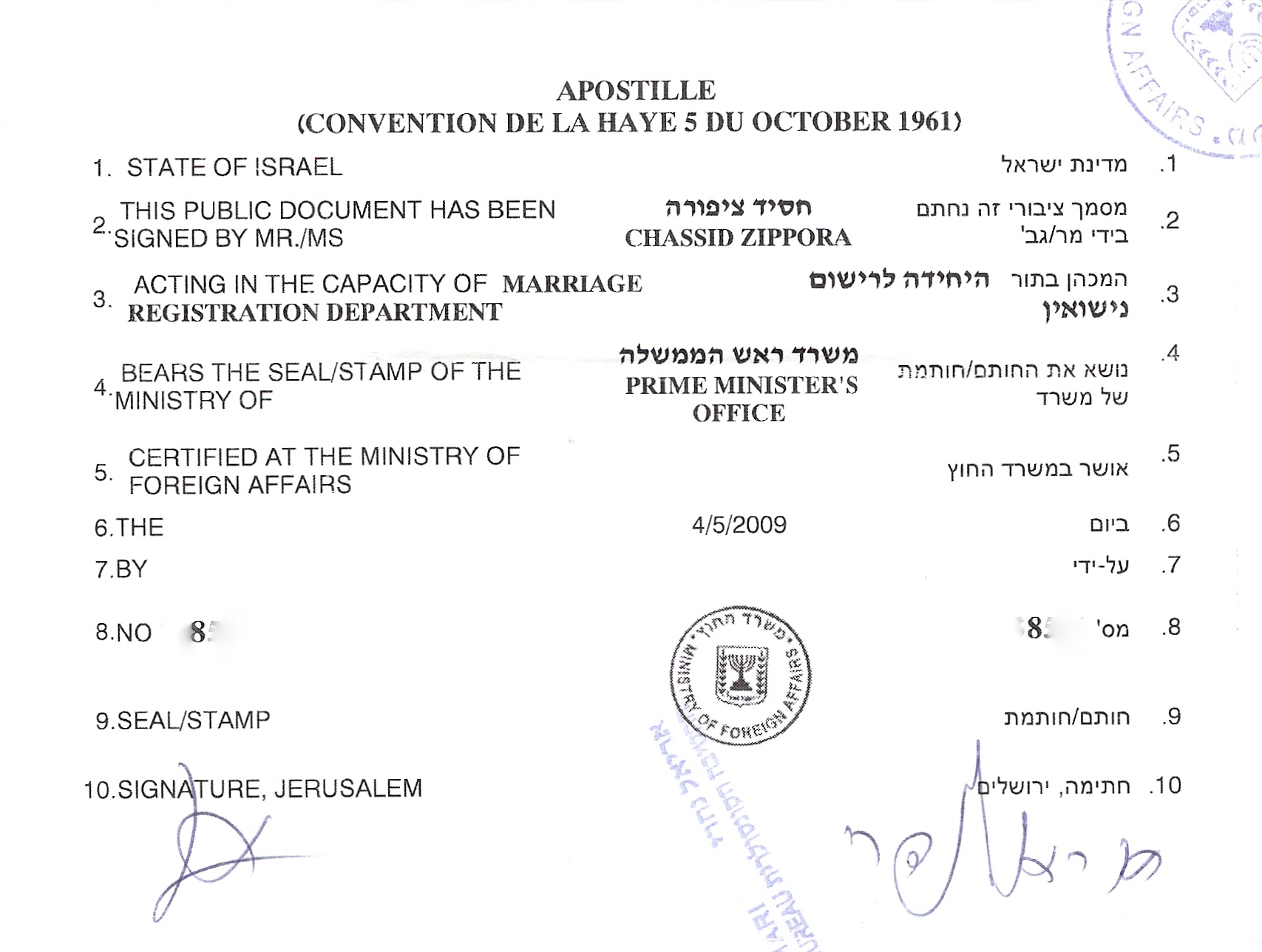
以色列 以色列外交部
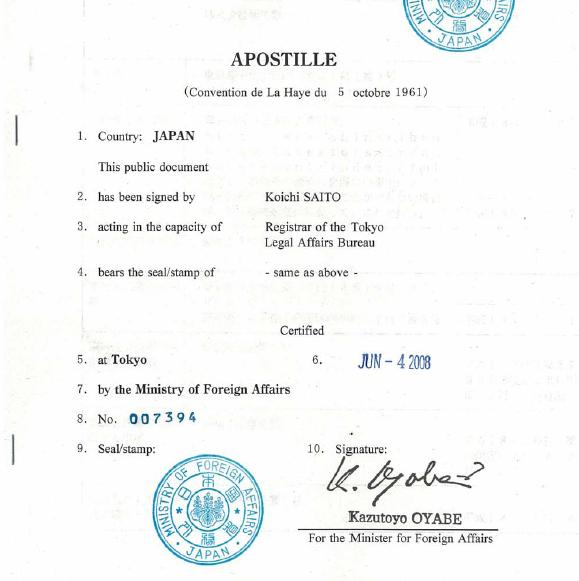
日本 日本外务省
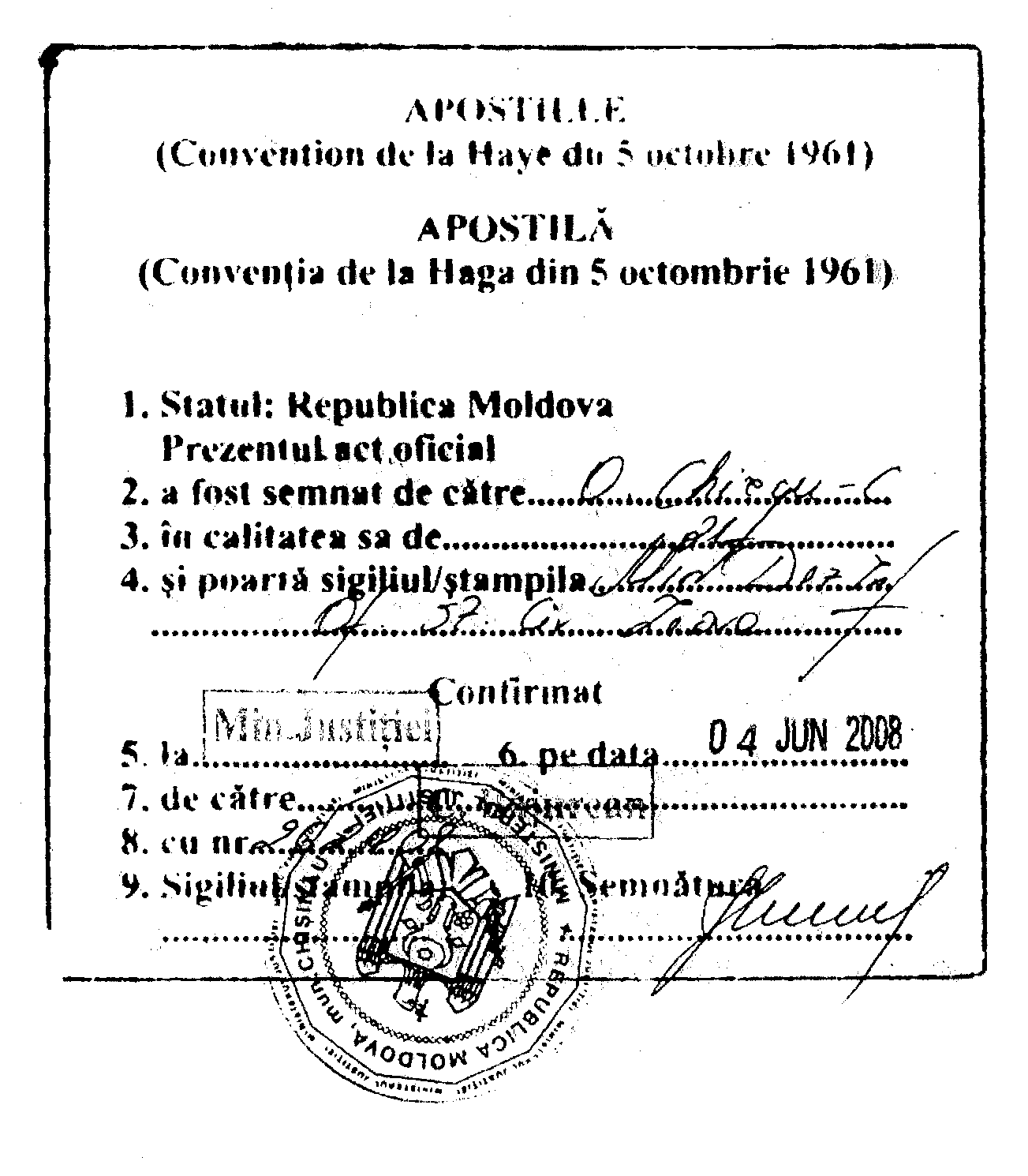
摩尔多瓦
摩尔多瓦司法部（英语：Ministry of Justice (Moldova)）
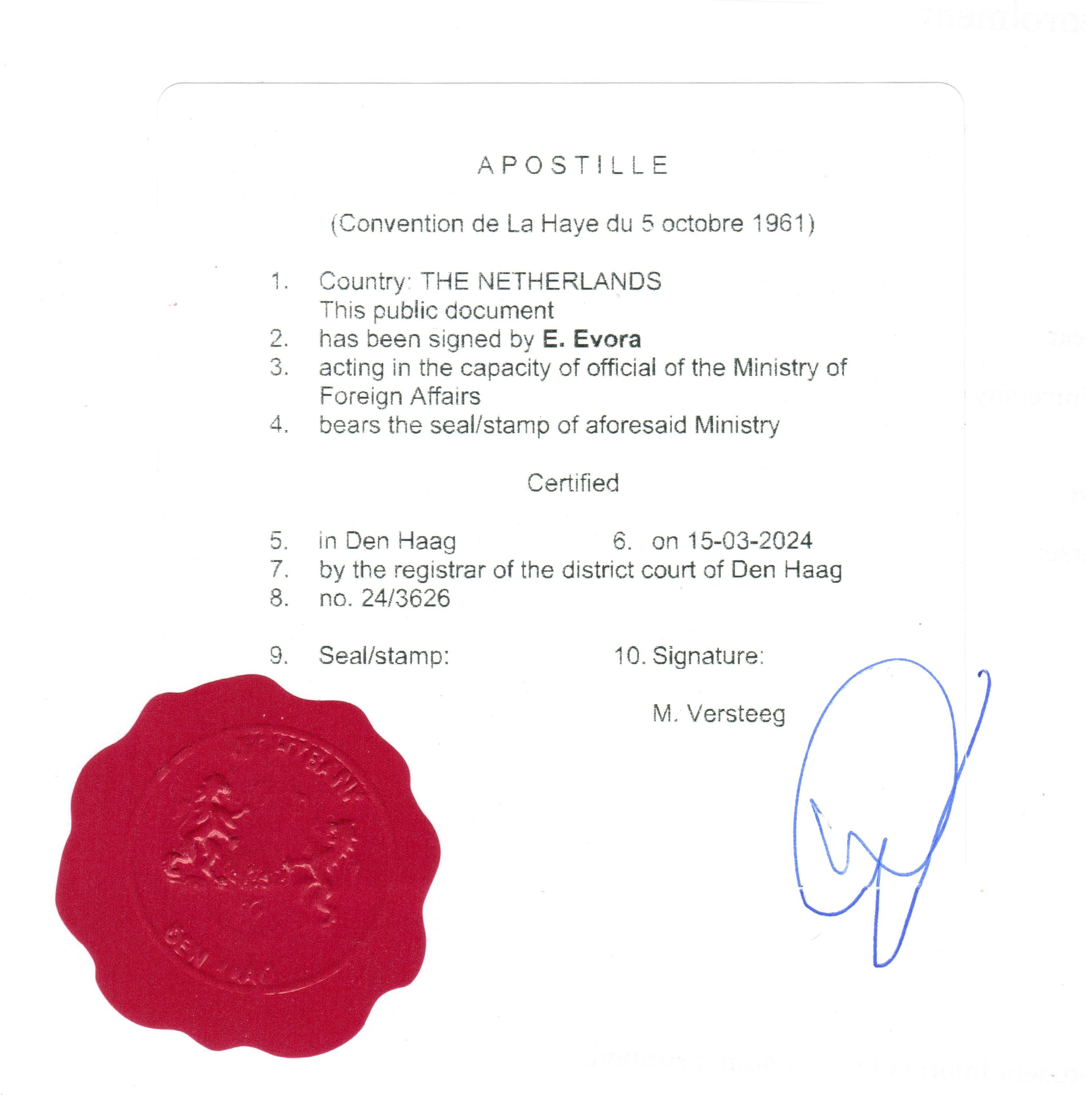
荷兰 海牙地区法院
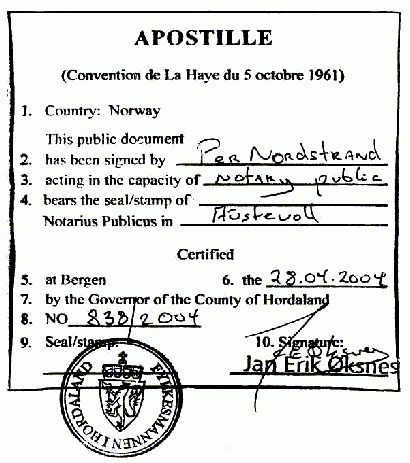
挪威 霍达兰郡长
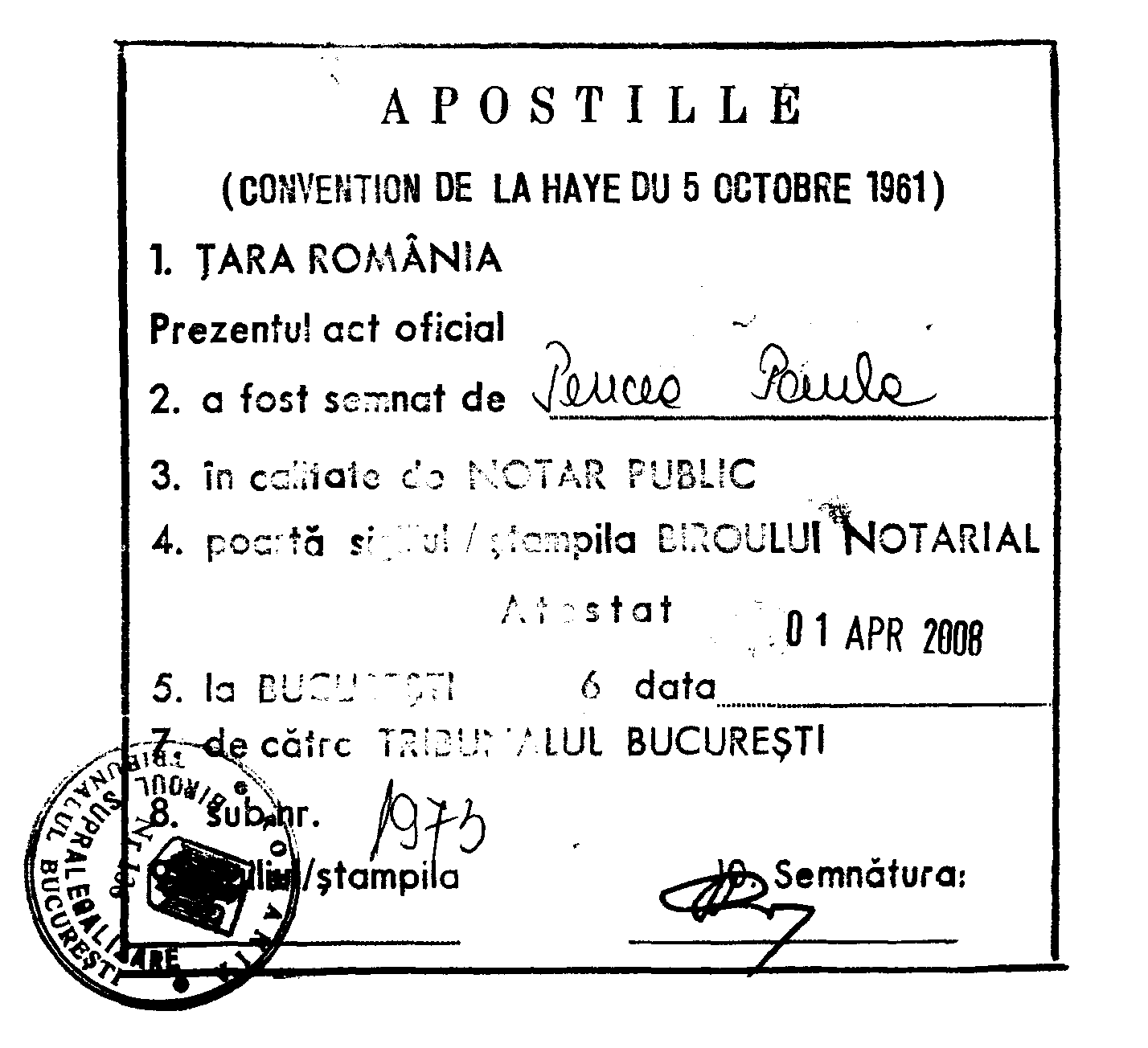
罗马尼亚 布加勒斯特法院
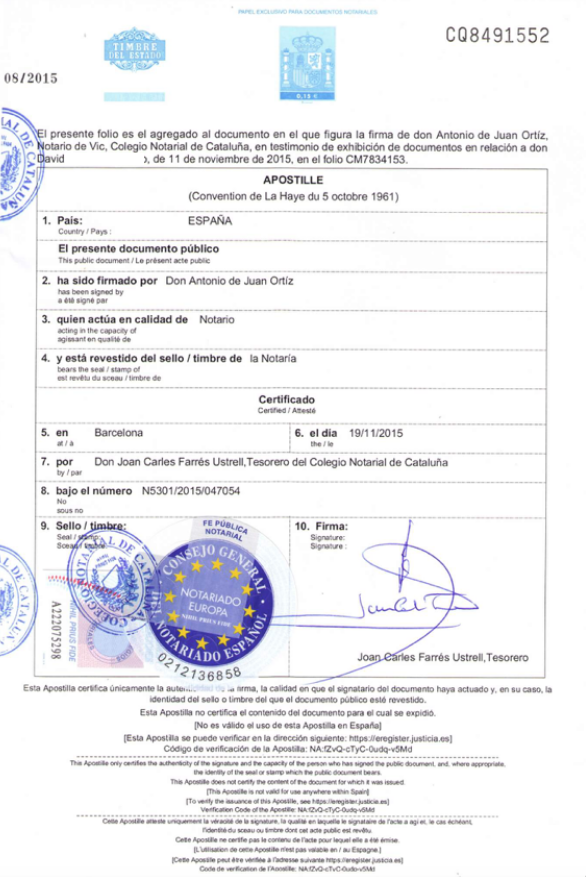
西班牙 加泰罗尼亚公证学院
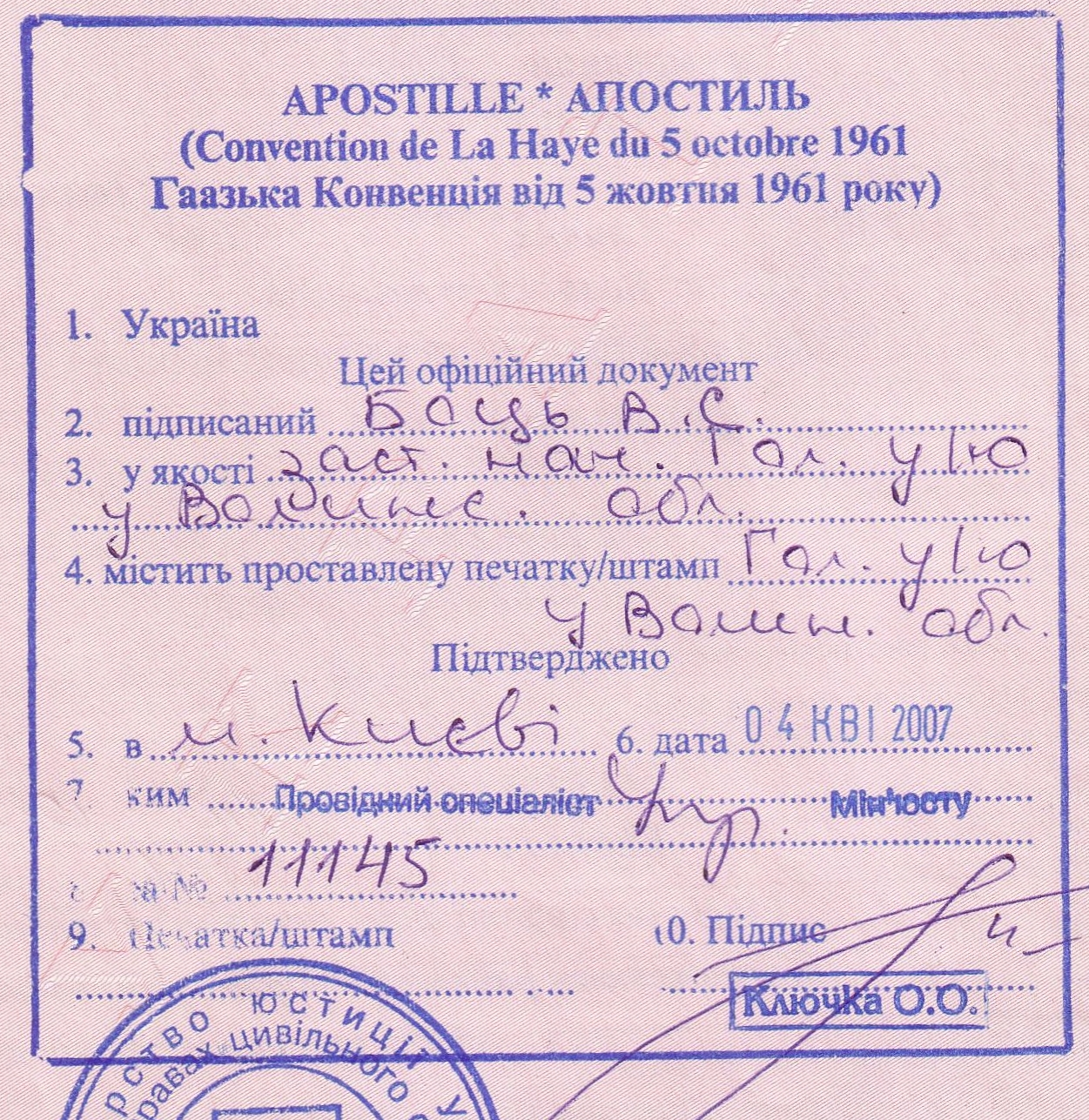
乌克兰 乌克兰司法部
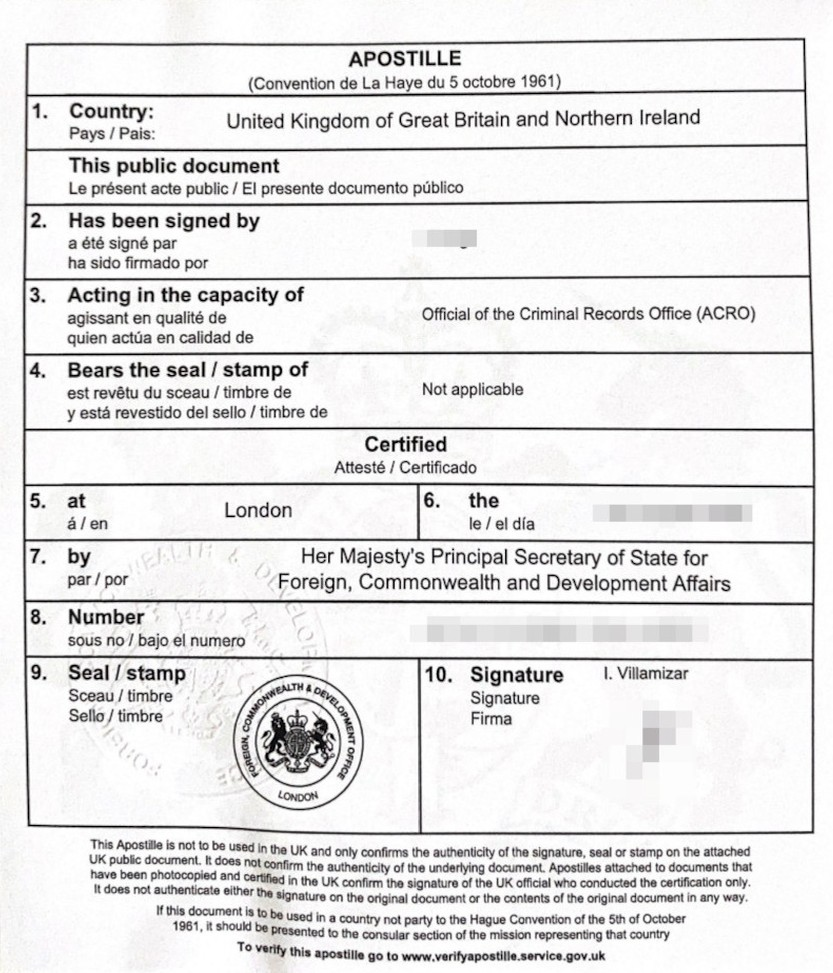
英国 外交和联邦事务部
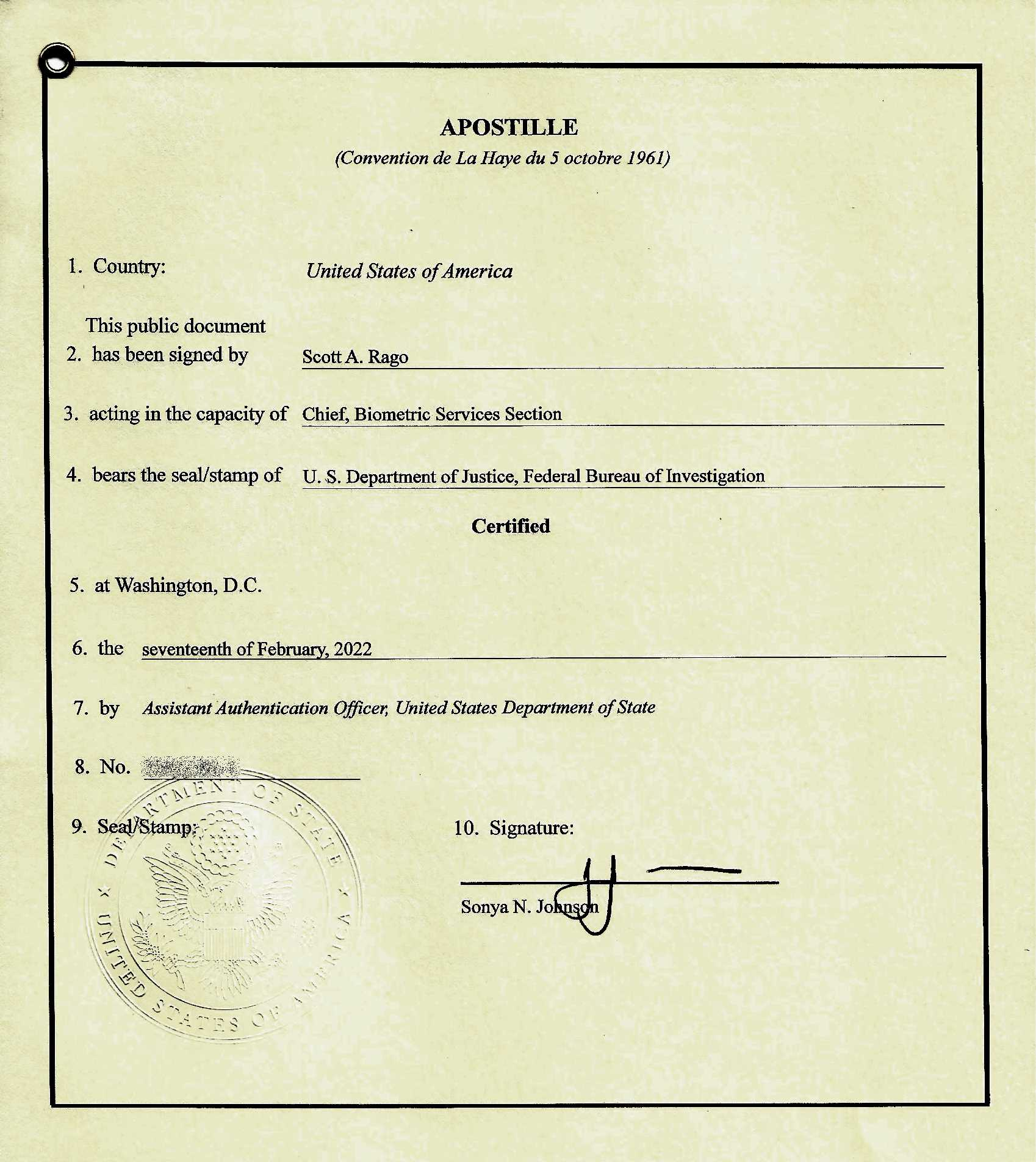
美国 美国国务院
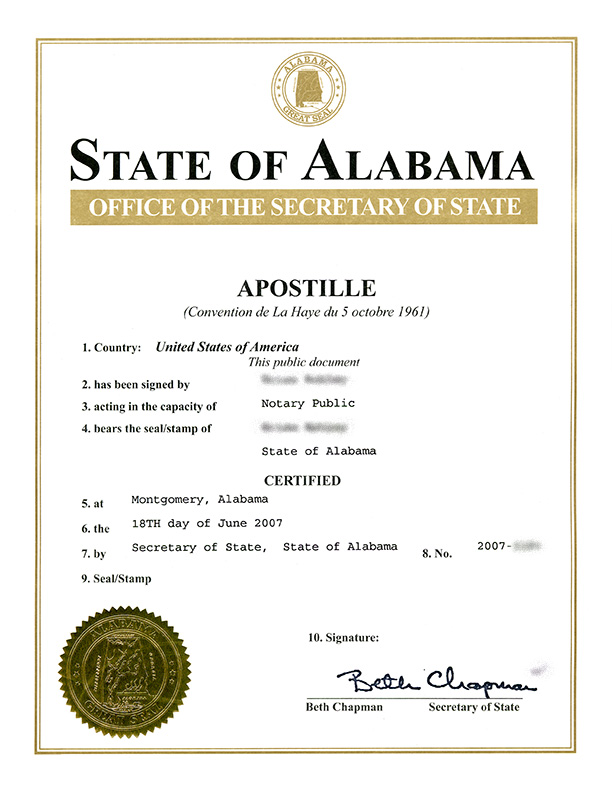
美国
阿拉巴马州州务卿（英语：Alabama Secretary of State）
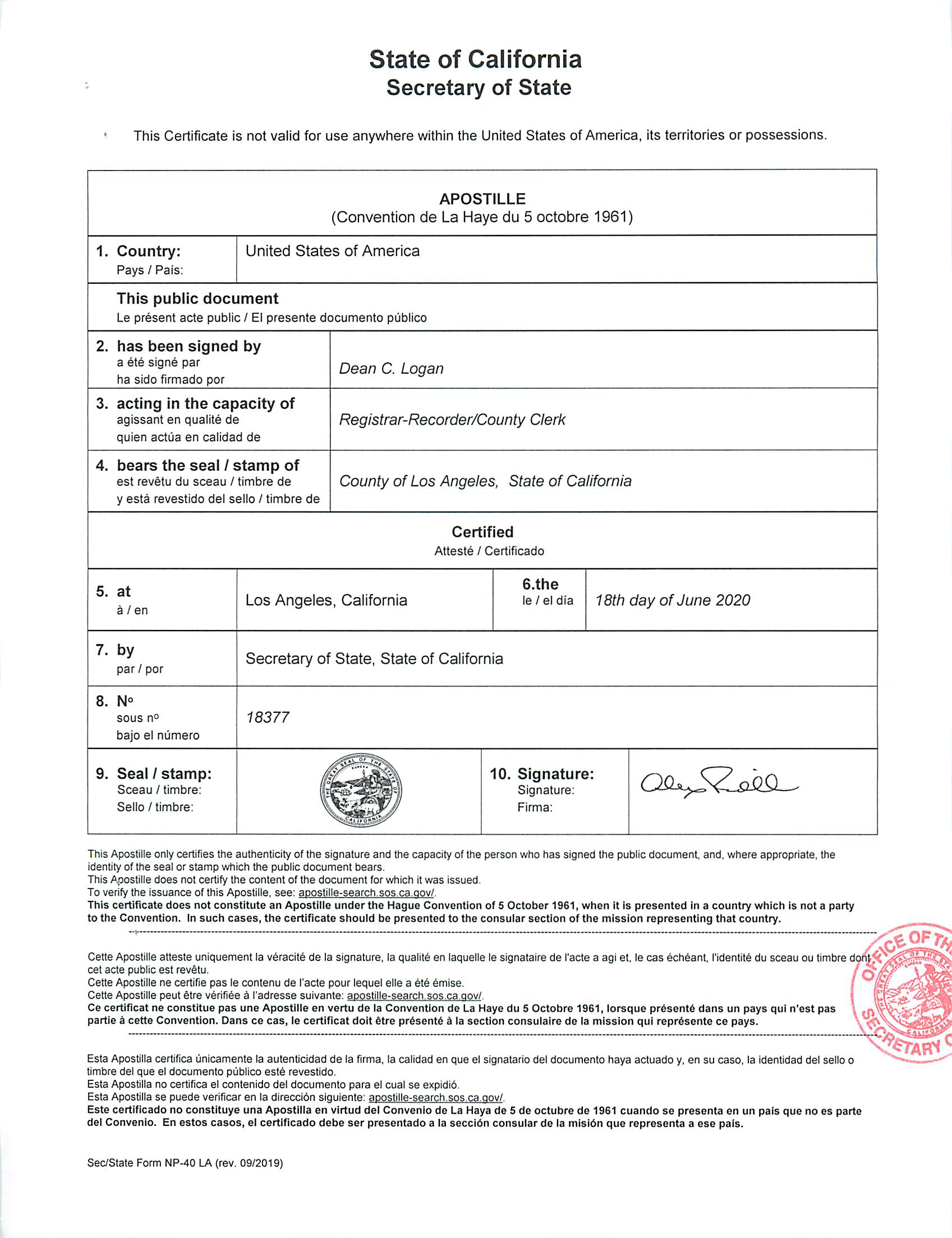
美国 加利福尼亚州州务卿
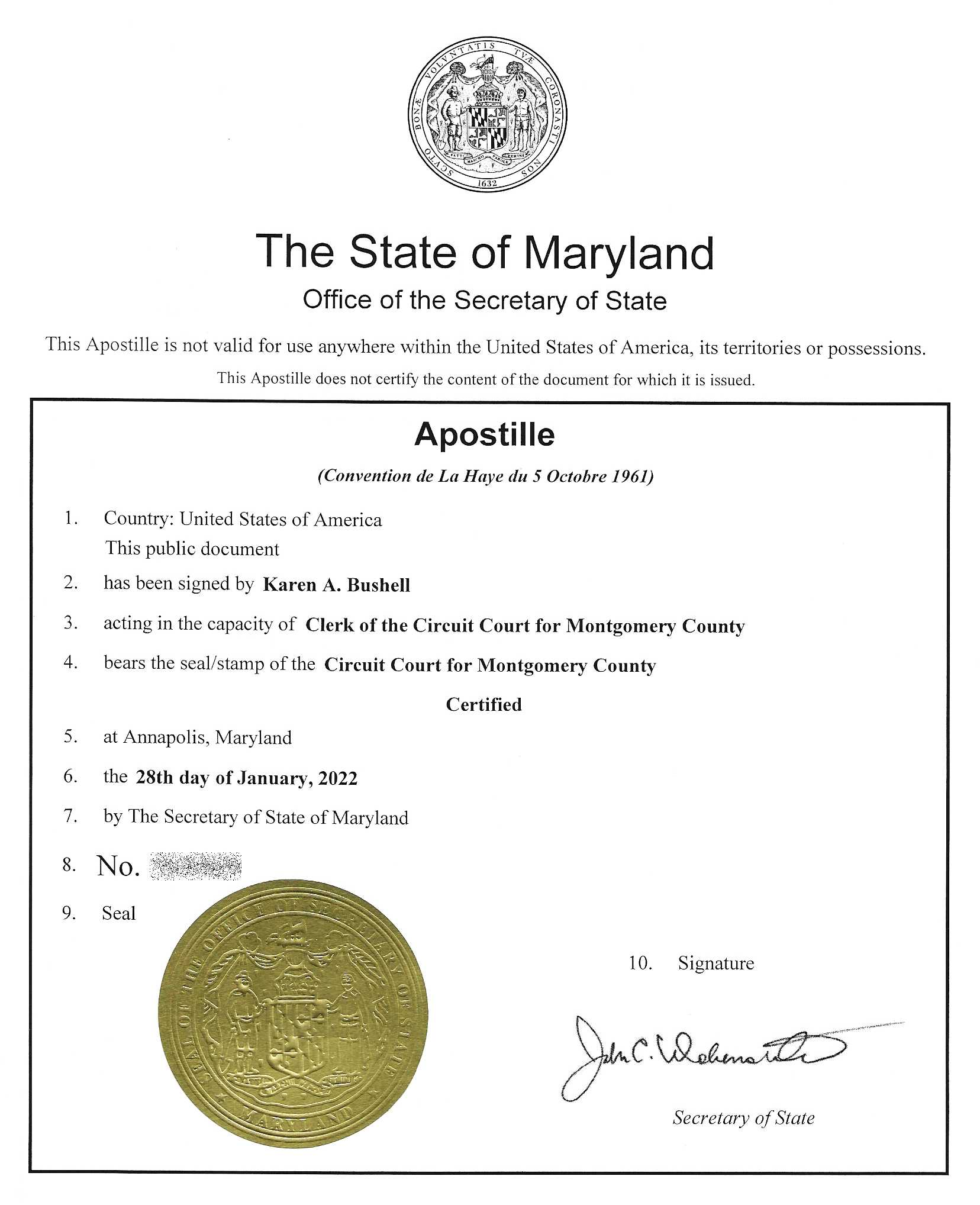
美国
马里兰州州务卿（英语：Maryland Secretary of State）